# Horse (Musikerin)

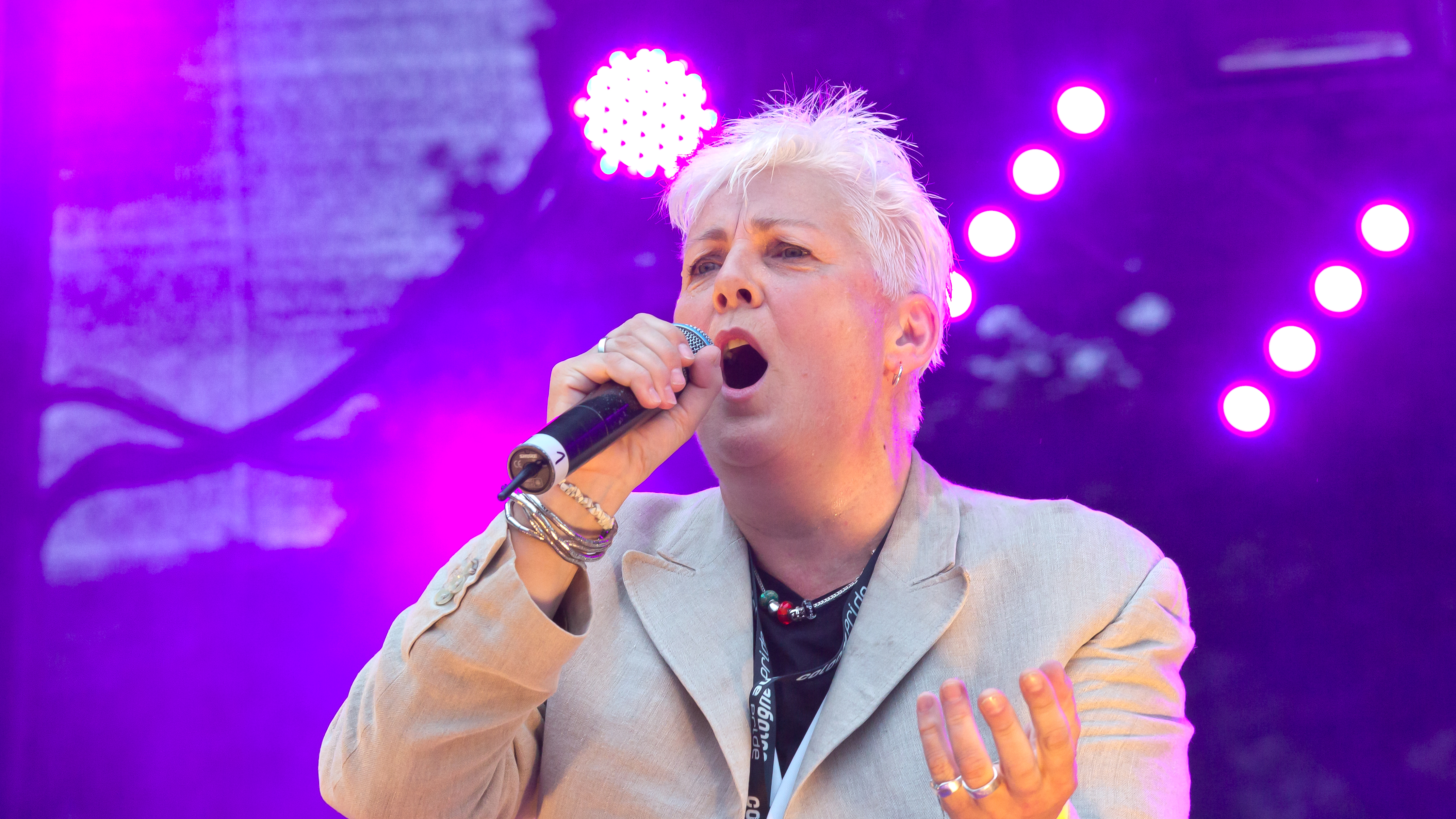
Horse McDonald auf der Hauptbühne (Heumarkt) des CSD-Straßenfestes der Cologne Pride (2014)

Horse (* 22. November 1958 als Sheena Mary McDonald in Newport-on-Tay, Fife, Schottland) ist eine schottische Indie-, Soul- und Pop-Sängerin und Liedtexterin. Sie ist besonders für ihre leistungsfähige und klangvolle Stimme bekannt.

## Karriere
Um das 20. Jubiläum ihres Debütalbums The Same Sky zu feiern, spielte Horse und ihre Band das ganze Album auf einer Konzerttour im Vereinigten Königreich im Oktober und November 2010.
2011 sang Horse mit Heather Peace als Duett einen Song, den sie gemeinsam geschrieben hatten: Beechwood avenue.
Im März 2011 tourte Horse, wo sie ein unplugged akustik Set mit der ganzen Band spielte.
Horse sang beim Benefiz-Song It Does Get Better, der 2012 von The L Project veröffentlicht wurde. Der Song war zugunsten von LGBT-Wohltätigkeitsorganisationen und war als Antwort auf den Suizid von jugendlichen LGBT-Menschen geschrieben worden.
Am 2. März 2013 trat sie einmalig mit dem Scottish Chamber Orchestra im Barrowland in Glasgow auf, um das 20. Jubiläum von God’s Home Movie und die Veröffentlichung ihres neunten Studioalbums HOME zu feiern.
2015 sang sie u. a. mit Daniel Schuhmacher und Holger Edmaier beim damaligen Kampagnensong 77 – Love is Love des Projekts 100% MENSCH mit und war bei einigen Live-Auftritten auf CSDs dabei.

## Diskografie

### Studioalben
| Jahr | Titel            | Höchstplatzierung, Gesamtwochen, AuszeichnungChartplatzierungen (Jahr, Titel, Platzierungen, Wochen, Auszeichnungen, Anmerkungen) | Höchstplatzierung, Gesamtwochen, AuszeichnungChartplatzierungen (Jahr, Titel, Platzierungen, Wochen, Auszeichnungen, Anmerkungen) | Höchstplatzierung, Gesamtwochen, AuszeichnungChartplatzierungen (Jahr, Titel, Platzierungen, Wochen, Auszeichnungen, Anmerkungen) | Höchstplatzierung, Gesamtwochen, AuszeichnungChartplatzierungen (Jahr, Titel, Platzierungen, Wochen, Auszeichnungen, Anmerkungen) | Höchstplatzierung, Gesamtwochen, AuszeichnungChartplatzierungen (Jahr, Titel, Platzierungen, Wochen, Auszeichnungen, Anmerkungen) | Anmerkungen                         |
| Jahr | Titel            | DE | AT | CH | UK | US | Anmerkungen                         |
| ---- | ---------------- | --- | --- | --- | --- | --- | ----------------------------------- |
| 1990 | The Same Sky     | — | — | — | UK44 (2 Wo.)UK | — | Erstveröffentlichung: Juni 1990     |
| 1993 | God’s Home Movie | — | — | — | UK42 (2 Wo.)UK | — | Erstveröffentlichung: November 1993 |

Weitere Veröffentlichungen
- 2000: Both Sides (mit Scottish Chamber Orchestra)
- 2001: Hindsight ... It’s a Wonderful Thing
- 2003: Only All of Me
- 2004: Coveted
- 2007: Red Haired Girl
- 2009: Coming Up For Air
- 2013: Home

### Singles
| Jahr | Titel Album                                    | Höchstplatzierung, Gesamtwochen, AuszeichnungChartplatzierungen (Jahr, Titel, Album, Platzierungen, Wochen, Auszeichnungen, Anmerkungen) | Höchstplatzierung, Gesamtwochen, AuszeichnungChartplatzierungen (Jahr, Titel, Album, Platzierungen, Wochen, Auszeichnungen, Anmerkungen) | Höchstplatzierung, Gesamtwochen, AuszeichnungChartplatzierungen (Jahr, Titel, Album, Platzierungen, Wochen, Auszeichnungen, Anmerkungen) | Höchstplatzierung, Gesamtwochen, AuszeichnungChartplatzierungen (Jahr, Titel, Album, Platzierungen, Wochen, Auszeichnungen, Anmerkungen) | Höchstplatzierung, Gesamtwochen, AuszeichnungChartplatzierungen (Jahr, Titel, Album, Platzierungen, Wochen, Auszeichnungen, Anmerkungen) | Anmerkungen                        |
| Jahr | Titel Album                                    | DE | AT | CH | UK | US | Anmerkungen                        |
| ---- | ---------------------------------------------- | --- | --- | --- | --- | --- | ---------------------------------- |
| 1989 | You Could Be Forgiven The Same Sky             | — | — | — | UK76 (5 Wo.)UK | — | Erstveröffentlichung: März 1989    |
| 1990 | The Speed of the Beat of My Heart The Same Sky | — | — | — | UK81 (3 Wo.)UK | — | Erstveröffentlichung: März 1990    |
| 1990 | Sweet Thing The Same Sky                       | DE58 (10 Wo.)DE | — | — | UK96 (1 Wo.)UK | — | Erstveröffentlichung: Mai 1990     |
| 1990 | Careful The Same Sky                           | — | — | — | UK44 (7 Wo.)UK | — | Erstveröffentlichung: Oktober 1990 |
| 1993 | Shake This Mountain God’s Home Movie           | — | — | — | UK52 (2 Wo.)UK | — | Erstveröffentlichung: August 1993  |
| 1993 | God’s Home Movie                               | — | — | — | UK56 (1 Wo.)UK | — | Erstveröffentlichung: Oktober 1993 |
| 1994 | Celebrate God’s Home Movie                     | — | — | — | UK49 (2 Wo.)UK | — | Erstveröffentlichung: Januar 1994  |

Weitere Singles
- 1999: Sometimes I...
- 2006: Same Old, Same Old
- 2010: Something Wicked This Way Comes
- 2012: I Am
- 2013: Home